# Kurt Sepp
Temple de la renommée : allemand
Kurt Sepp (né le 14 septembre 1935 à Füssen) est un joueur et entraîneur allemand de hockey sur glace.

## Biographie
L'attaquant débute au EV Füssen. Lors de la saison 1952-1953, il devient champion d'Allemagne sans avoir perdu un seul match. Il remporte le titre national la saison suivante puis celle d'après toujours en étant invaincu. La saison 1955-1956 représente une quatrième victoire.
Sepp rejoint le Mannheim ERC. Il ne peut commencer à jouer dans cette équipe qu'en 1957 et y reste dix ans, marquant 115 buts. Il n'obtient que trois troisièmes places lors des saisons 1958-1959, 1962-1963 et 1964-1965.
En équipe nationale, Sepp a été sélectionné 104 fois, marquant 35 buts. Il participe au championnat du monde de hockey sur glace 1953, où l'Allemagne devient vice-championne, ainsi qu'en 1954, 1955, 1959, 1961 et  1963. Il est présent aussi aux Jeux olympiques de 1956 à Cortina d’Ampezzo, de 1960 à Squaw Valley où il finit meilleur buteur allemand, et de 1964 à Innsbruck.
Après la fin de sa carrière de joueur, Sepp entraîne Mannheim. Puis il devient l'entraîneur de l'équipe suisse du Hockey Club Bâle.
Il est intronisé au Hall of Fame du Temple de la renommée du hockey allemand. En 2012, Adler Mannheim lui rend hommage en retirant le numéro 10 et en pendant un fanion à son nom dans la SAP Arena.

## Source, notes et références
1. ↑  (de) « RODI-DB - Die deutsche Eishockey-Datenbank », sur db.de (consulté le 14 septembre 2020).
2. ↑  https://www.sports-reference.com/olympics/athletes/se/kurt-sepp-1.html

- (de) Cet article est partiellement ou en totalité issu de l’article de Wikipédia en allemand intitulé « Kurt Sepp » (voir la liste des auteurs).